# きくち教児の楽気!DAY
『きくち教児の楽気!DAY』（きくちきょうじのらっきー!デイ）は、東海ラジオ放送で2016年4月1日から2022年3月26日まで放送されていたワイド番組。

## 概要
2016年4月の改編で、これまで月曜～金曜の昼のワイド番組（13:00 - 16:00）として放送されていた『宮地佑紀生の聞いてみや〜ち』が月〜木曜までの放送となり、金曜の放送枠をタレント・きくち教児をパーソナリティに迎え、この番組がスタートした。
東海3県内の話題やリスナーからの身近な疑問に答えるコーナーや、リスナーからのリクエストによる懐かしの1曲を紹介するコーナーなどで構成される。なお、番組タイトルの「楽気」とは、「ラッキー」を「楽」と「気」に引っ掛けた造語。
きくちは『ズームイン!!朝!』（日本テレビ系）の初代中京テレビ担当レポーターで知られ、ズームイン降板後も中京テレビの番組に永らく出演しているが、以前は東海ラジオでもレギュラー番組を持っていた。
しかし、同年6月30日に『聞いてみや〜ち』がパーソナリティ・宮地佑紀生の番組中の不祥事で打ち切り。8月1日から日替わりパーソナリティによるワイド番組『FINE DAYS!』が新たに開始されると、独立した番組として放送されてきた本番組は『FINE DAYS!』の金曜版として組み込まれ、きくちも『FINE DAYS!』の金曜担当パーソナリティに変更された。
2017年9月で『FINE DAYS!』の放送が終了すると、『小島一宏 一週間のごぶサタデー』（土曜8:00 - 12:00）の後番組としてふたたび独立した番組として放送。また毎週、本社9階の大会議室（愛称：楽気!〔ラッキー〕スタジオ）からの公開生放送を行っていた。
2018年4月改編で放送時間が9:00 - 11:00の120分の放送枠に短縮され、大会議室での公開生放送も終了した。代替として応募で当選したリスナーによるスタジオ見学が、同番組で行われていた。
2020年秋改編で、放送開始からアシスタントを務めていた青山紀子から市野瀬瞳に交代し、奇しくも中京テレビに縁の深いコンビとなった。
2022年3月26日をもって放送を終了した。

## 放送日時
- 2016年4月1日 - 2017年9月29日 金曜 13:00 - 16:00
  - 2016年8月5日から2017年9月29日まで『FINE DAYS!』の金曜版として放送。
- 2017年10月7日 - 2018年3月31日 土曜 8:00 - 12:00
- 2018年4月7日 - 2022年3月26日 土曜 9:00 - 11:00

## 出演
パーソナリティ
- きくち教児

アシスタント
- 市野瀬瞳（元中京テレビアナウンサー、2020年10月3日 - ）[3]

### 過去の出演者
アシスタント
- 青山紀子（東海ラジオアナウンサー→2017年4月よりフリーアナウンサー、放送開始‐2020年9月26日）

## タイムテーブル

### 2018年4月より
出典：東海ラジオタイムテーブル（2018年4-6月版）および番組・コーナー紹介
9時台
- 教児のなにしとりゃ～す?
  - きくちが『今、会いたい人』に話を聞く。
- 南海トラフ大地震 どうなる?どうする?
  - 2018年4月から旧番組名「東海・東南海・南海大地震 どうなる?どうする?」を改称。
- ピアゴお買い得情報
  - 週替わりでピアゴ各店の担当者が電話で当日のおすすめ商品を2、3品ほどピックアップして紹介。その後、料理研究家が電話出演しおすすめ商品を使ったレシピ紹介がある。
- パラミタミュージアム美術館ガイド（隔週）
  - 三重県菰野町にある「パラミタミュージアム」の学芸員と電話で繋ぎ、展示会の告知を行う。
- 大同大学キャンパスリポート（隔週）
  - 大同大学に通う学生2名が学生へのアンケートや講師陣に取材を行う。このコーナーのみ、前番組パーソナリティの小島一宏と青山が担当する録音放送。

10時台
- のりコレ!
  - 青山が「コレは注目!」というグッズを紹介する。
- 高橋佳延 家づくり指南番
  - スポンサー（ニッケンホーム）社長の高橋が、家づくりについてのアドバイスやリスナーからの質問に回答する。聞き手は成田香織。
- 半﨑美子のラジ弁（10:30頃）

不定期
いずれも、公開生放送当時は毎週放送されていた。
- 東海3県 行ったつもり!?
  - 東海3県の市町村から毎週1つを選び、そこに『行ったつもり』であまり知られていないオススメのスポットや名産品などを紹介する。
- 今週のほにゃ
  - きくちが飼っているネコ「ほにゃ」の様子と、リスナーのペットのかわいさを紹介する。

### 2016年4月 - 2017年9月
- 13:00 - オープニング、今日の川柳
- 13:07 - 目指せ!物知り時事さん
- 13:24 - ショップジャパン 楽気ショッピング
- 13:33 - 楽気食堂 わが家の味
- 13:38 - ドライバーズミュージック
- 13:44 - マイホームパパ
- 13:50 - 中日新聞ニュース・天気予報・交通情報
- 14:00 - 楽気!夕刊エクスプレス
  - 中日新聞報道局社会部デスクと中継を結び、中日新聞夕刊からのニュースを紹介。
- 14:32 - ドライバーズミュージック
- 14:38 - イベント情報
- 14:42 - 快適生活ラジオショッピング
- 14:49 - 中日新聞ニュース・天気予報・交通情報
- 14:55 - 我が家のほにゃ
- 15:01 - マイタウン情報
- 15:03 - ドラゴンズ情報
- 15:10 - しゃべって楽気!
- 15:18 - てれるぜ楽気!
- 15:31 - 週末はこのDVDを観よう!
- 15:37 - ドライバーズミュージック
- 15:47 - 中日新聞ニュース・天気予報・交通情報
- 15:55 - エンディング

### 2017年10月 -
出典:
- 教児のなにしとりゃ～す?
- 東海3県 行ったつもり!?
- 楽気!カフェ
  - 『きくち式 聞く知識』をテーマに、様々なジャンルのゲストを迎え、カフェのようなくつろいだ雰囲気で話を聞く。基本的に生放送だが、事前録音の場合もあり。
- 教児のちょっと教えて!
  - 気になる話題について、リスナーから意見や本音を送ってもらう。
- のりコレ!
- 小学生クイズ
  - 小学生向けの教科書や参考書などから難解なクイズを出題し、リスナーに答えを送ってもらう。
- タイムトリップミュージック
  - 懐かしい曲をかける。
- 丹羽健のモーニングジャーニー
  - 2018年4月改編で『高井一 スイッチ・オン!』へ内包枠を移動
- 東海・東南海・南海大地震 どうなる?どうする?
- ピアゴお買い得情報
- 大同大学キャンパスリポート（隔週）
- パラミタミュージアム美術館ガイド（隔週）
- 高橋佳延 家づくり指南番
  - 上記6つのコーナーは前番組である「小島一宏 一週間のごぶサタデー」から継続していた。
- 今週のほにゃ
- 半﨑美子のラジ弁（10:30）
- サトケンの買って!?ちょ〜だい!（KBCラジオ制作）
  - ラジオショッピング情報番組。2018年4月以降は「アンダーポイントのまっぴるま!」へ内包。